# Хованський Іван Андрійович
Хованський Іван Андрійович (рос. Хованский Иван Андреевич), на прізвисько Тараруй — московський політичний та військовий діяч, учасник Московсько-польської війни 1654—1667 років.

## Служба
Походив із княжого роду Хованських, що вів свій родовід від Великого князя Литовського Гедиміна. Почав службу за часів царювання Михайла Федоровича, у 1636 році — стольник, з 1659 року — боярин.
У 1650—1654 роках — воєвода у Тулі, Яблоневі, Вязьмі.

## Військова діяльність
Брав участь у Московсько-польській війні 1654—1667 років. Під час походу 1655 року — голова московських дворян царського полку.
У 1656 році — воєвода у захопленому Могильові. У 1657 році призначений воєводою у Пскові.
В лютому 1659 року Хованський здобув блискучу перемогу над частиною литовської армії в битві під Мяделем. За цю перемогу 27 березня 1659 року у Вербну неділю був зведений в бояри з почесним титулом «намісника Вятського».
Під час війни зі Швецією в битві під Гдовом війська князя розбили корпус графа Магнуса Ґабрієля Делагарді.

### Війна з Річчю Посполитою
Під час Московсько-польської війни 1654—1667 років основні сили московської армії зосереджувались поблизу Смоленська як найважливішого стратегічного пункту.
Армія Хованського діяла в основному в Литві. У лютому 1659 році розбив коло Друї загін польного писаря ВКЛ Я.Валовича. Восени 1659 року очолив армію, яка діяла у західній Білорусі.
22 грудня 1659 року зайняв Гродно, потім Заблудів. У результаті штурму 13 січня 1660 року захопив Берестя.
В березні 1660 року обложив Ляховицький замок і двічі невдало його штурмував.
28 червня 1660 року війська Хованського були розбиті в битві під Полонкою, після якої він зняв облогу з Ляховицького замку.
В жовтні того ж року зазнав поразки біля Чареї і відступив до Полоцька.
В лютому 1661 року розбив під Друєю та взяв у полон полковника Лісовського.
В битві під Кушліками зазнав поразки.

### Післявоєнна служба
Після війни був воєводою у Пскові, Смоленську і Новгороді. Брав участь у придушенні Мідного бунту в Москві у 1662 році. У 1678—1680 роках воював проти турків та татар.
Під час Московського стрілецького повстання 1682 року, відомого як Хованщина, був призначений командиром стрільців з метою підкорити їх царській владі, проте вирішив використати їх у своїй політичній грі, за що за наказом цариці Софії Олексіївни був страчений разом зі своїм сином Андрієм. Інший син, Петро, був засланий на північ, помилуваний за правління Петра І та призначений воєводою в Києві.